# Jean-Baptiste-Charles-Joseph Bélanger
Jean-Baptiste Charles Joseph Bélanger (4 de abril de 1790 – 8 de mayo de 1874) fue un matemático aplicado francés que trabajó en los campos de la hidráulica y la fluidodinámica. Fue profesor de la École Centrale des Arts et Manufactures, la École Polytechnique y la École des Ponts et Chaussées en Francia.
Es famoso por su trabajo en la ingeniería hidráulica, siéndole atribuida impropiamente la aplicación de la conservación de momento cinético en un resalto hidráulico para un canal rectangular en 1828, dado que entonces utilizó las ecuaciones existentes para flujos gradualmente variados en canales abiertos y aplicó el principio del momento para saltos hidráulicos en 1838.

## Vida
Jean-Baptiste Bélanger nació en Valenciennes el 4 de abril de 1790. Era el hijo de Charles Antoine Aimé Joseph Bélanger, un maestro cerrajero y de Jeanne Françoise Joseph. Estudió en París en la École Polytechnique y posteriormente en la École des Ponts et Chaussées).
Como ingeniero del Corps des Ponts et Chaussées, comenzó su carrera ingenieril en 1816 en La Réole. Desde 1821, trabajó en la navegación en el Canal del Somme y tras 1826 en el Canal de las Ardenas. Fue durante esas misiones cuando estudió la hidráulica de los canales gradualmente variados. 
Se convirtió luego en profesor de la parisiense École Centrale des Arts et Manufactures entre 1838 y 1864. Enseñó también en la École des Ponts et Chaussées entre 1841 y 1855 y en la École Polytechnique de 1851 a 1860. En la École Centrale, dio clase a Gustave Eiffel (1832–1923), futuro constructor de la Torre Eiffel, que grabó el nombre de Belánger en la primera planta, junto a otros 71 científicos.
Jean-Baptiste Bélanger se retiró en 1864 y murió el 8 de mayo de 1874 en Neuilly-sur-Seine, donde fue enterrado.

## Obra

### Hidráulica
Su tratado de 1828 fue su mayor contribuciín al campo de la hidráulica en lámina libre. Su trabajo se centró en el estudio del flujo gradualmente variado. La originalidad del ensayo se sustenta en el desarrollo de la ecuación aguas abajo unidimensional para el flujo estacionario en un canal, junto con la introducción del método de pasos, distancia calculada desde la profundidad y el concepto del flujo crítico (Número de Froude). En 1828, Jean-Baptiste Bélanger entendió la naturaleza rápidamente variada del resalto hidráulico, pero aplicó incorrectamente el principio de Bernoulli al mismo.
La correcta aplicación del principio de la conservación del momento al resalto hidráulico tuvo lugar diez años después y fue publicada en 1841 como parte de una serie de notas de sus clases para la École nationale des ponts et chaussées. Muchas veces se denomina a dicha formulación como ecuación de Bélanger. Dichas notas formaron un tratado de la ingeniería hidráulica que fue reeditado varias veces y usado en la École des Ponts et Chaussées y la École Centrale des Arts et Manufactures además de estar disponible en la École Polytechnique et École des Mines de Paris.
La obra de Jean-Baptiste Bélanger fue clave en el estudio moderno de los caudales e influyó el trabajo posterior de Jacques Antoine Charles Bresse, Henry Darcy, Henri Émile Bazin, Adhémar Jean Claude Barré de Saint-Venant, y Joseph Valentin Boussinesq, así como de Philipp Forchheimer y Boris Bakhmeteff.

### Trabajo enmecánica aplicada
Desde 1851, como profesor de la École Polytechnique, desarrolló un nuevo currículim universitario en mecánica (en francés cours de Mécanique) como respuesta a la reestructuración de los programas de ingeniería de la escuela. Enlazando cinemática y dinámica, argumentó que la mecánica se basaba en tres principios: la inercia, el principio de acción-reacción y la proporcionalidad entre fuerza y aceleración. Entre las innovaciones que introdujo, consideró la estática como un caso limitado de la dinámica por primera vez en Francia. Sus ideas fundamentales fueron desarrolladas en sus notas de 1847 e influyeron en muchos académicos en Francia y en el resto de Europa como Franz Reuleaux (1829–1905) o Ernst Mach (1838–1916) (que listó la obra de Bélanger como una de las referencias fundamentales en el campo).

## Reconocimientos
- Es uno de los 72 científicos cuyo nombre figura inscrito en la Torre Eiffel.

### Obras de Belánger
- BELANGER, J.B. (1828)" "Essai sur la Solution Numérique de quelques Problèmes Relatifs au Mouvement Permanent des Eaux Courantes." ('Essay on the Numerical Solution of Some Problems relative to Steady Flow of Water.') Carilian-Goeury, Paris, France (en franc.)
- BÉLANGER, J.B. (1841). "Notes sur l'Hydraulique." ('Notes on Hydraulic Engineering.') École Royale des Ponts et Chaussées, Paris, France, session 1841-1842, 223 pages (en franc.)
- BÉLANGER, J.B. (1847). "Cours de Mécanique ou Résumé de Leçons sur la Dynamique, la Statique et leurs Applications à l'Art de l'Ingénieur." Carilian Goeury et V. Dalmont, Paris, France

### Otras
- CHANSON, H. (2008). "Jean-Baptiste Charles Joseph BÉLANGER (1790-1874), the Backwater Equation and the Bélanger Equation." Hydraulic Model Report No. CH69/08, Div. of Civil Engineering, The University of Queensland, Brisbane, Australia, 40 pages (ISBN 9781864999211).
- CHANSON, H. (2009). "Development of the Bélanger Equation and Backwater Equation by Jean-Baptiste Bélanger (1828)." Journal of Hydraulic Engineering, ASCE, Vol. 135, No. 3, pp. 159–163 doi 10.1061/(ASCE)0733-9429(2009)135:3(159).
- CHATZIS, K. (1995). "Un Aperçu de la Discussion sur les Principes de la Mécanique Rationnelle en France à la Fin du Siècle Dernier." Revue d'Histoire des Mathématiques, Vol. 1, pp. 235–270
- DARRIGOL, O.(2005). "Worlds of Flow - A History of Hydrodynamics from the Bernoullis to Prandtl.", Oxford University Press, ISBN 0-19-856843-6 [The Bélanger backwater equation is equation (6.6) en pp. 224]
- Hubert Chanson.  Jean-Baptiste Charles Joseph Bélanger (1790-1874), the Backwater Equation and the Bélanger Equation,  The University of Queensland, Division of Civil Engineering, Report No. CH69/08,  Brisbane, Australia, 2008

- Datos: Q635389
- Multimedia: Jean-Baptiste Bélanger / Q635389